# Кольонія (Олькуський повіт)
Кольонія (пол. Kolonia) — село в Польщі, у гміні Болеслав Олькуського повіту Малопольського воєводства.